# Morro Cara de Cão
El Morro Cara de Cão (en español: "Morro Cara de Perro") es un accidente geográfico ubicado en la ciudad de Río de Janeiro, Brasil. Se ubica en la orilla oeste de la bahía de Guanabara, en el barrio de Urca, con una altura de 98 metros sobre el nivel del mar. Ha sido declarado como Patrimonio Histórico por el IPHAN debido a su importancia natural.
Su nombre está relacionado con la historia de la primera fundación de la ciudad el 1 de marzo de 1565 por el capitán mayor de la Capitanía de Río de Janeiro, Estácio de Sá. En la llanura entre este morro y el Pão de Açúcar se levantaron las primeras chozas protegidas por una empalizada. El pequeño asentamiento fue formado bajo la invocación de San Sebastián.
Es un punto estratégico y en él se levantó la fortaleza de São João, sede de varias unidades del ejército brasileño y que alberga, en la actualidad, el Centro de Capacitación Física del Ejército.